# Escuela Nacional de Policía
La Escuela Nacional de Policía (ENP) de España, con sede en la ciudad de Ávila (España), se encuentra adscrita a la División de Formación y Perfeccionamiento dentro de la   Subdirección General de Recursos Humanos y Formación de la Dirección General de la Policía. Es el lugar donde los futuros policías declarados aptos en la fase de oposición libre, tanto a la Escala Básica —categoría de Policía—, como a la Escala Ejecutiva —categoría de Inspector—, se formarán para formar parte de la Policía Nacional. También se imparten cursos de ascenso para los agentes de promoción interna dentro del propio Cuerpo (Subinspectores que aspiran a obtener la categoría de Inspectores de la Escala Ejecutiva). De igual forma se imparten cursos complementarios a miembros de otros cuerpos, tanto españoles (Policía Foral de Navarra, policía local de Castilla y León, Servicio de Vigilancia Aduanera), como de otros países, colaborando con los mismos en programas de intercambio.
Asimismo la Escuela Nacional de Policía acoge la sede de la Secretaría Permanente de la Escuela Iberoamericana de Policía de la Comunidad de Policías de América (IBERPOL) y es la sede de Formación de FRONTEX ( Agencia Europea de la Guardia de Fronteras y Costas). Entre sus instalaciones destaca el museo de la Policía, existente desde 1908 y trasladado a la Escuela en 1986 coincidiendo con su inauguración.

## Historia

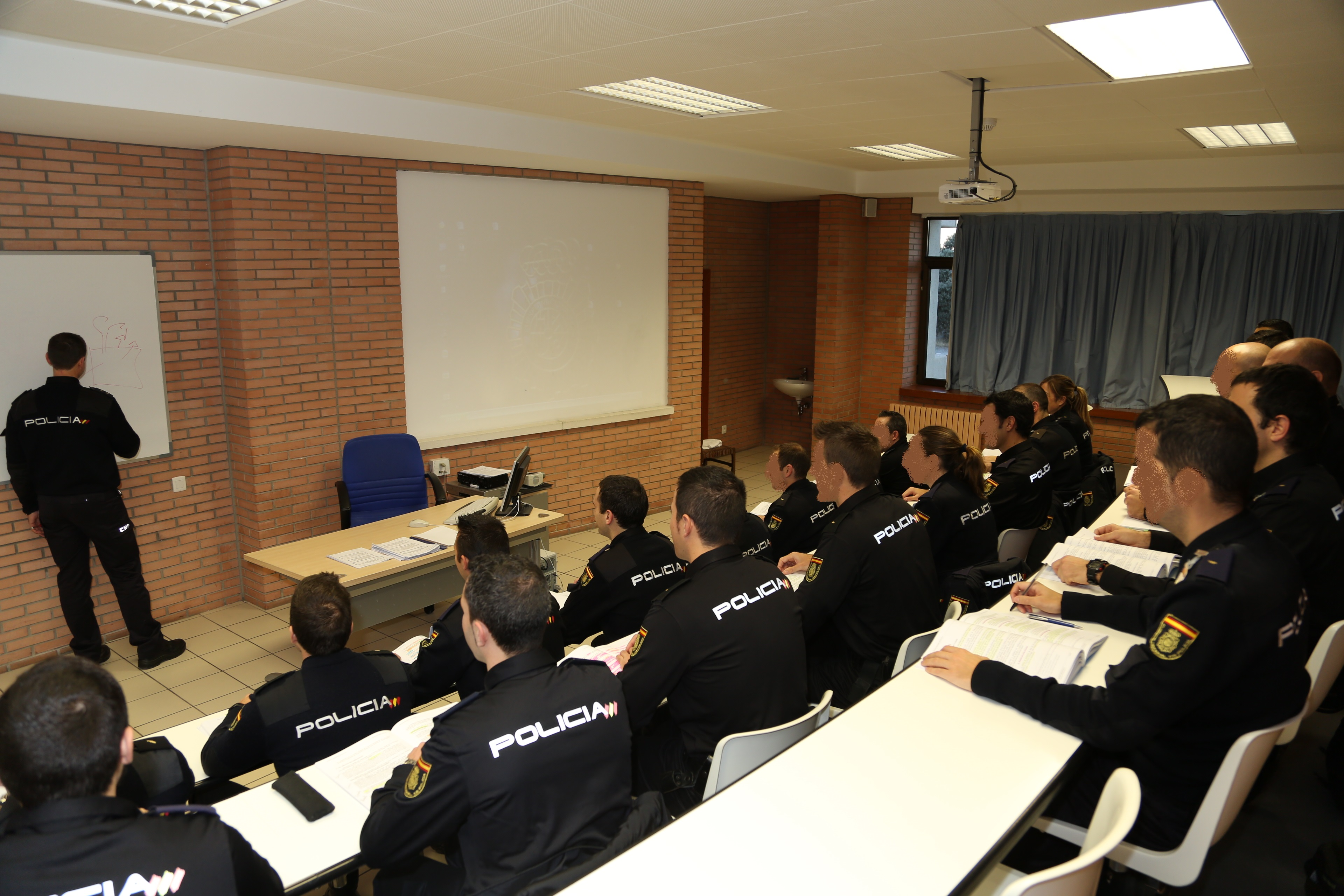
Escuela Nacional Policía España Clase

El 23 de marzo de 1905 se recoge en la Gaceta de Madrid n.º 83 por vez primera el mandato de la creación de una Escuela de Policía, si bien no será hasta febrero de 1908 cuando se crea la primera Escuela de Policía en Madrid. Esta Escuela formaría a los integrantes al Cuerpo de Vigilancia, concebido como una Policía Técnica y de Investigación. La historia de la Escuela de Policía va ligada al diseño policial por un lado un cuerpo de seguridad de naturaleza militar y por otro lado un cuerpo técnico de investigación de carácter civil.

Coincidiendo con la Segunda República en 1931, este cuerpo policial de naturaleza civil, pasó a denominarse Cuerpo de Investigación y Vigilancia. Durante la etapa de la dictadura, en 1941 nuevamente cambia de nombre y pasa a denominarse Cuerpo General de Policía, inaugurando el 11 de febrero de 1946 la Escuela de Policía Española ubicada en un edificio de la calle Miguel Ángel n.º 5 de Madrid.

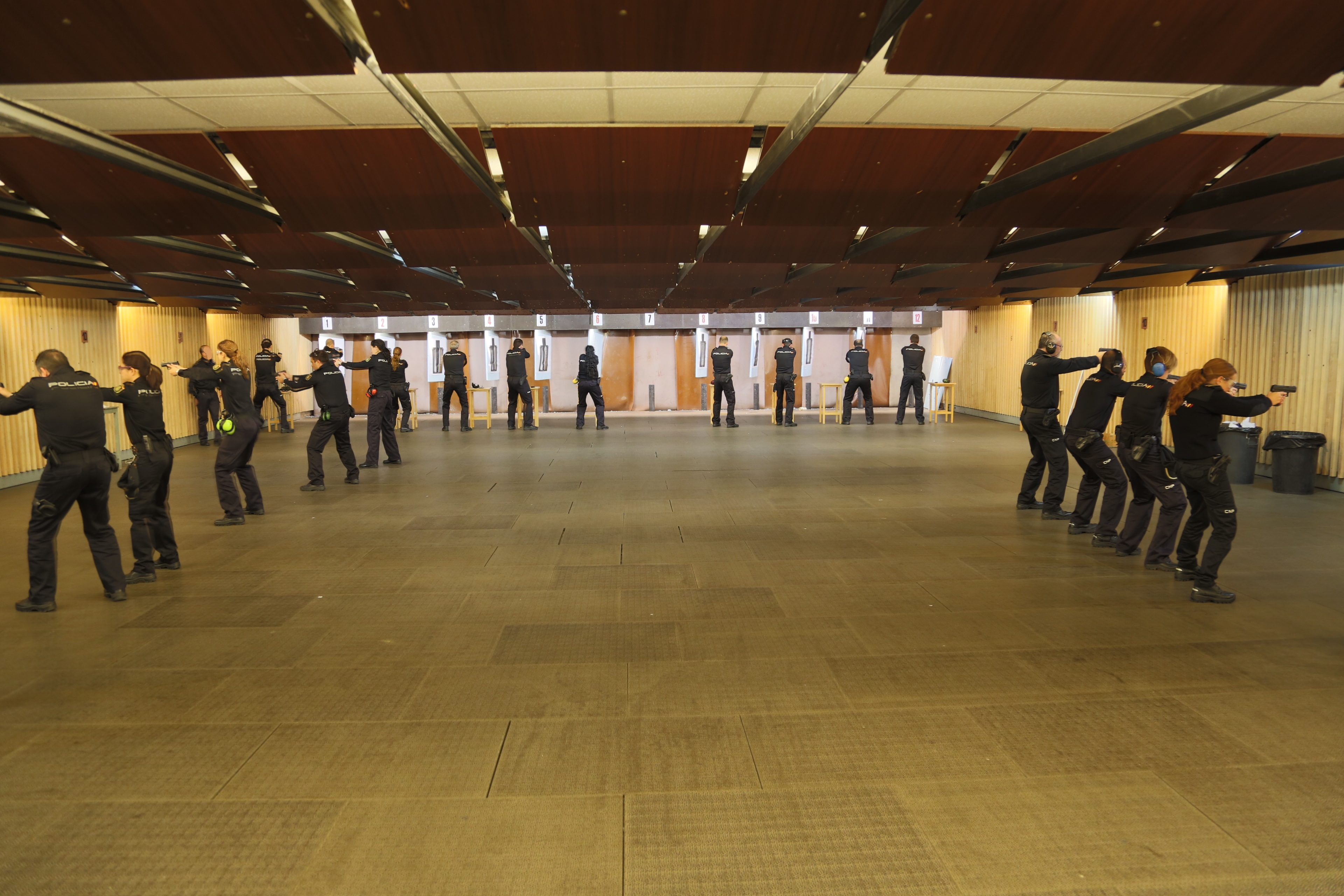
Escuela Nacional Policía España Galería tiro

Con la llegada de la democracia, y buscando un nuevo estilo policial se crea el Cuerpo Superior de Policía. Este cambio en la formación se realizaría a través de la Escuela Superior de Policía (1980-1985), ubicada en un principio en el Colegio de Huérfanos de Ferroviarios en la ciudad de Ávila, iniciando su andadura el 16 de octubre de 1980. Al no tener capacidad suficiente para albergar a toda la promoción de futuros inspectores, se decidió que una parte de la promoción continuara sus estudios en la Academia de Suboficiales ubicada en la localidad de El Escorial (Madrid).
La pretensión de unificar los dos cuerpos policiales (civil y militar) se realiza mediante la creación de la Escuela General de Policía (1985-1988), integradora de tres centros: Escuela Superior de Policía, Academia de Oficiales de Policía Nacional y la Academia de Suboficiales y Especial de Formación Básica.
La actual Escuela Nacional de Policía comienza su andadura en 1967 cuando el Subdirector General de Seguridad Enrique Jiménez Asenjo (abulense) participa en la adquisición de los terrenos de la dehesa Zurra (lugar del asentamiento actual de la Escuela). No fue hasta 1979, estando de Presidente de Gobierno Adolfo Suárez, cuando se iniciaron las gestiones para ubicar en la ciudad de Ávila a la Escuela, comenzando el 22 de diciembre de 1981 las obras con la colocación de la primera piedra por el Ministro del Interior Juan José Rosón. Finalizando las obras el 2 de enero de 1986, incorporándose 500 alumnos de Escala Básica el 13 de enero de 1986. Con la creación del Cuerpo Nacional de Policía se inicia la formación en la categoría de Policía perteneciente a la Escala Básica y en la categoría de Inspector perteneciente a la Escala Ejecutiva.

## Infraestructura

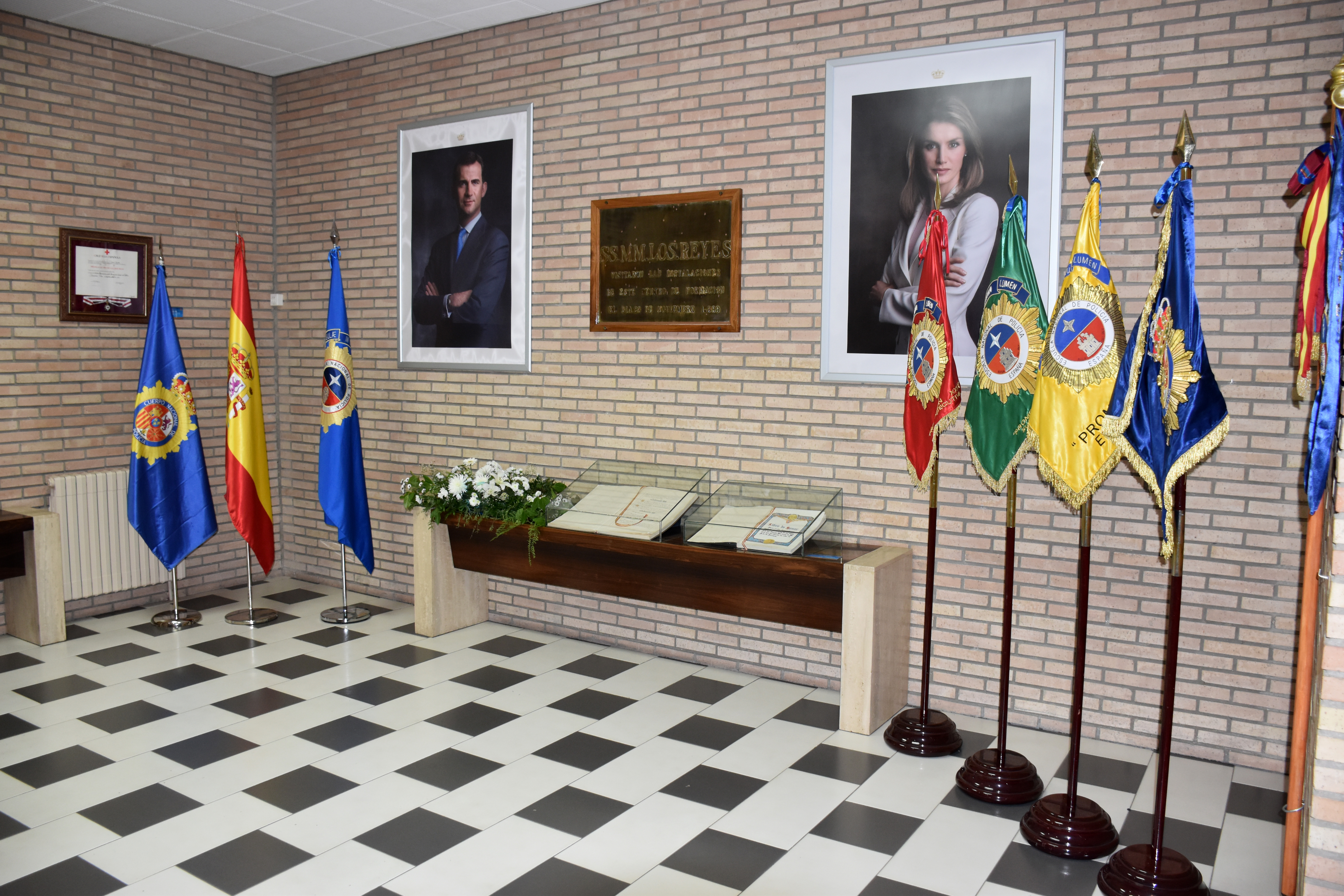
Escuela Nacional Policía España Sala Dirección

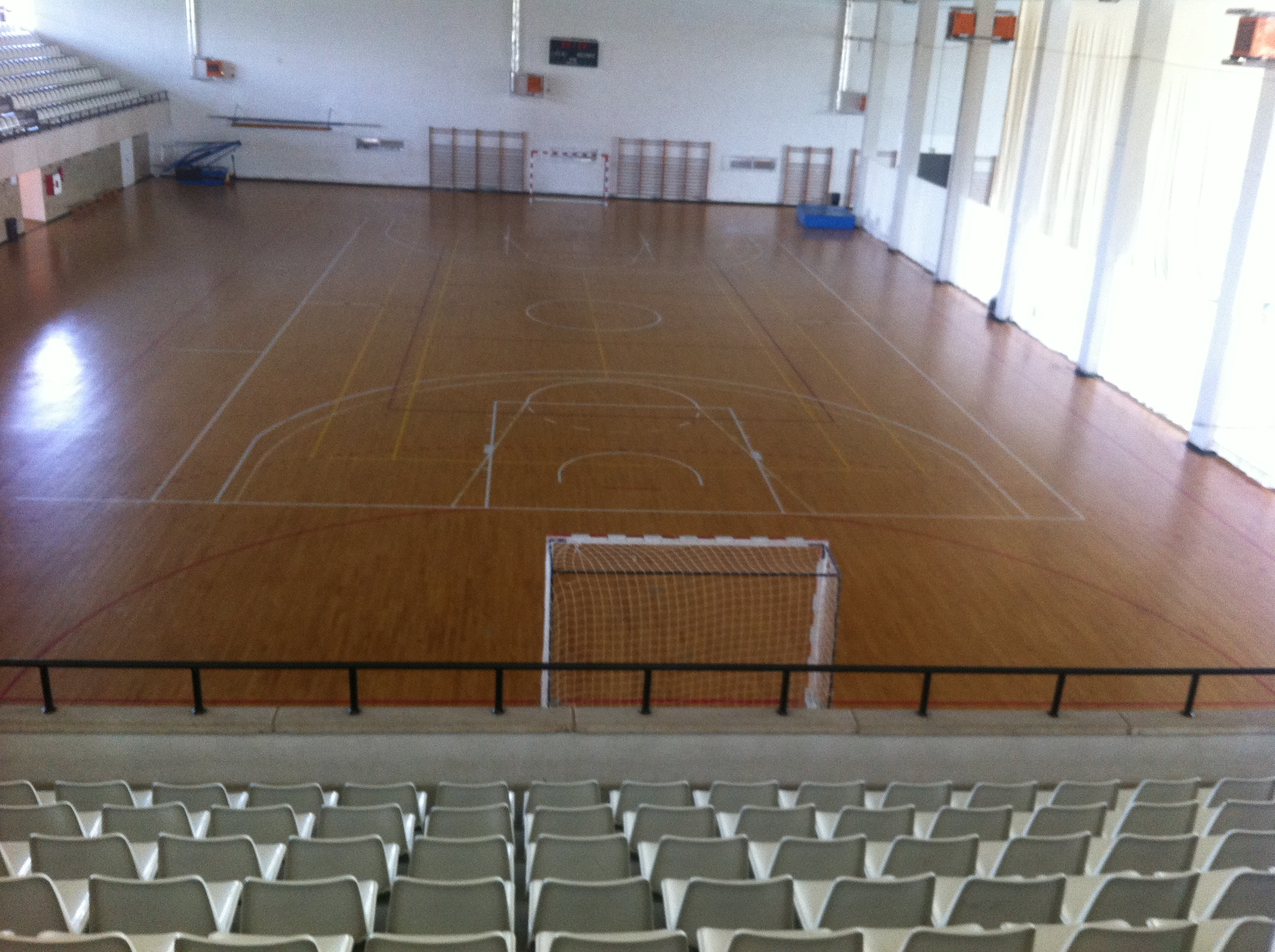
Escuela Nacional Policía España Pabellón Deportivo pista central

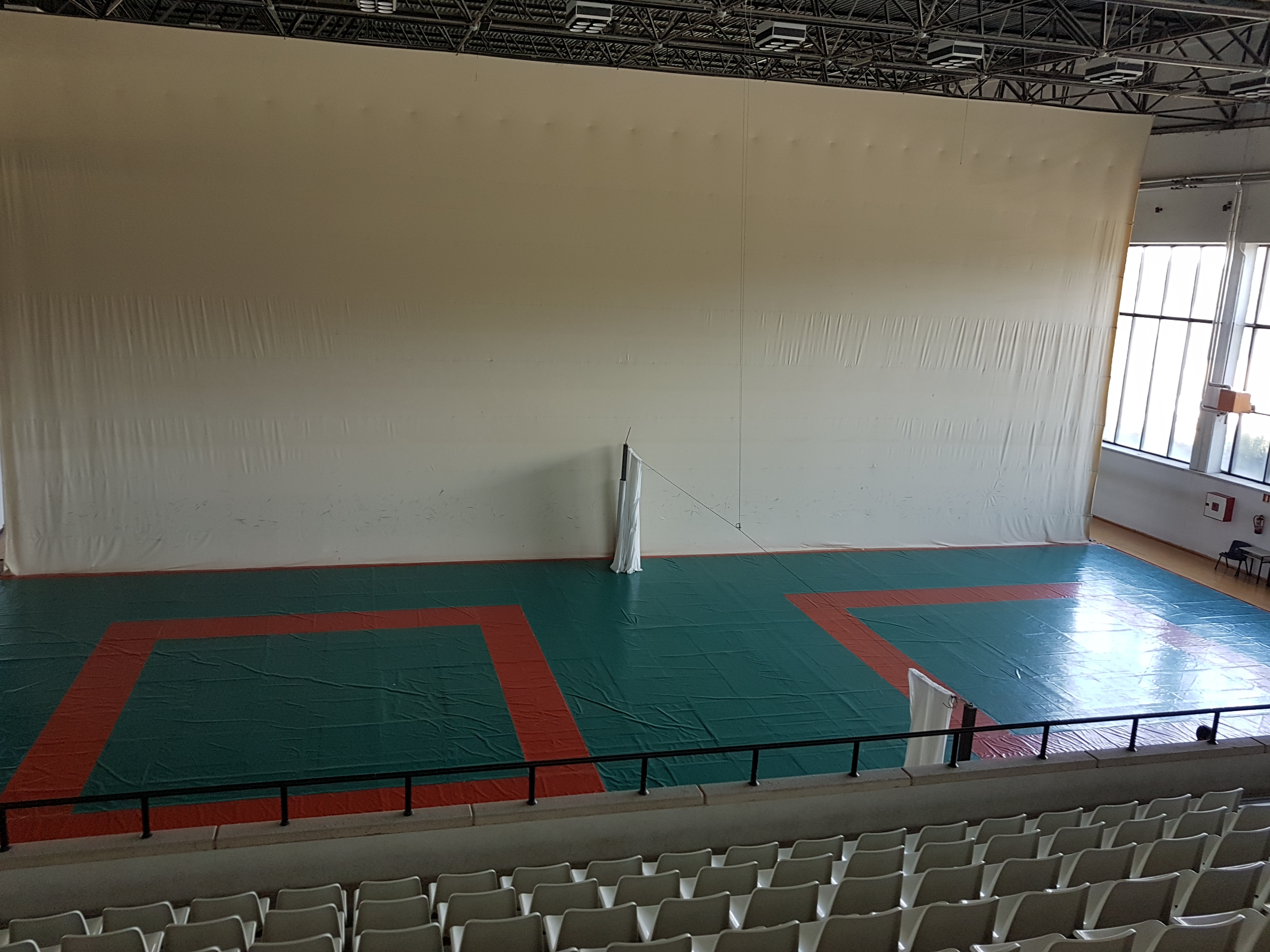
Escuela Nacional Policía Tatami

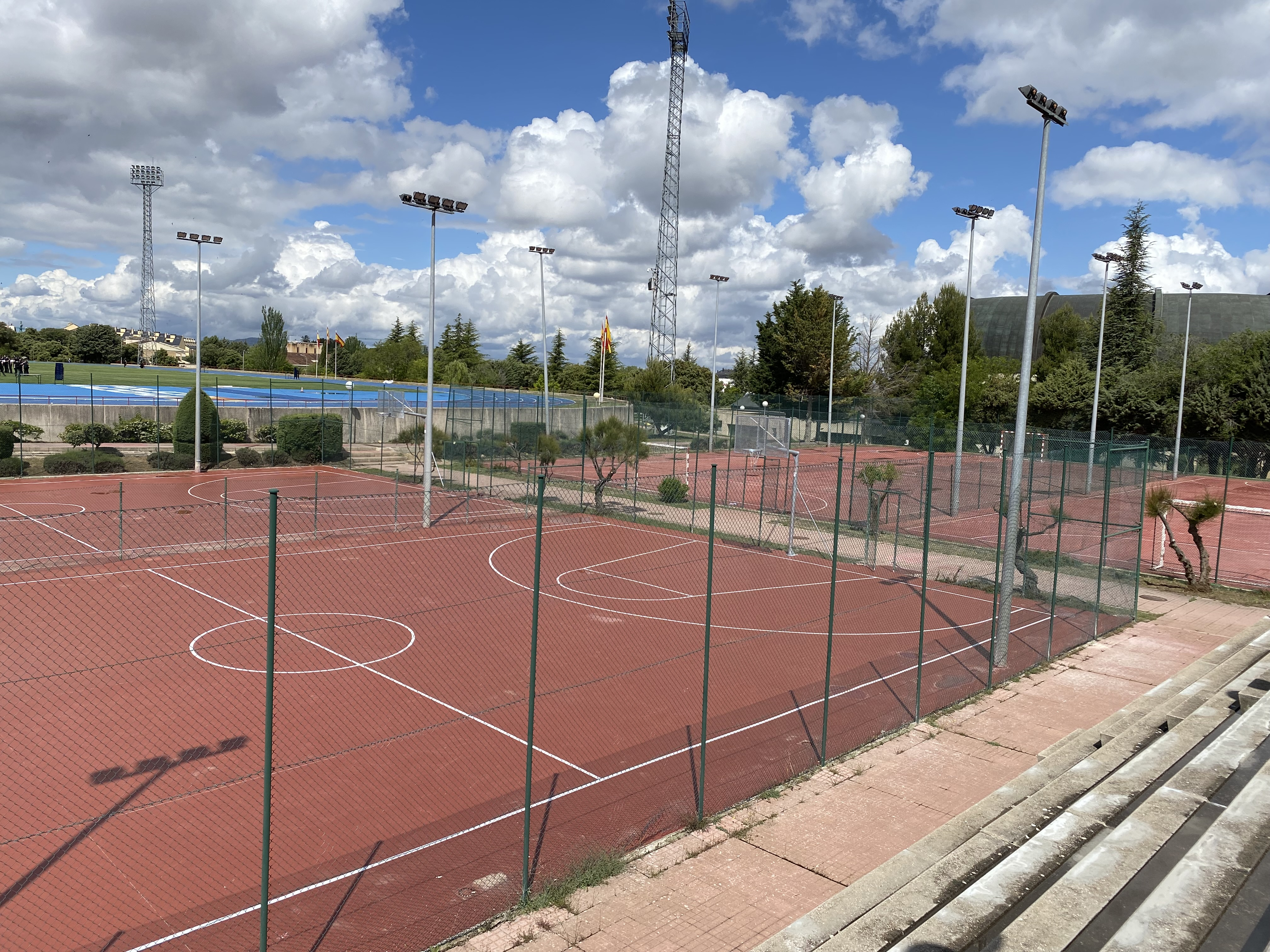
Escuela Nacional Policía España Polideportivo exterior

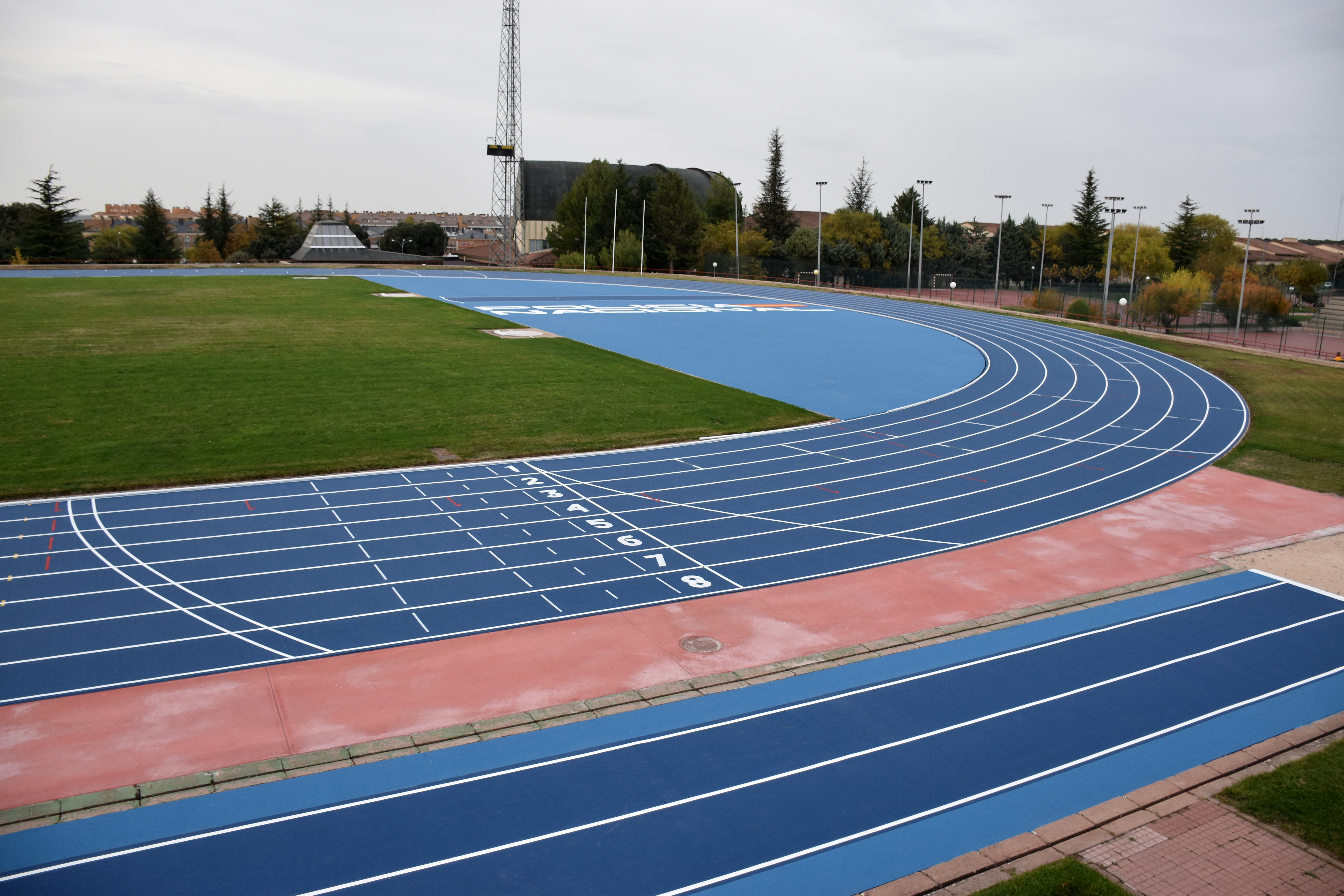
Escuela Nacional Policía España Pista atletismo

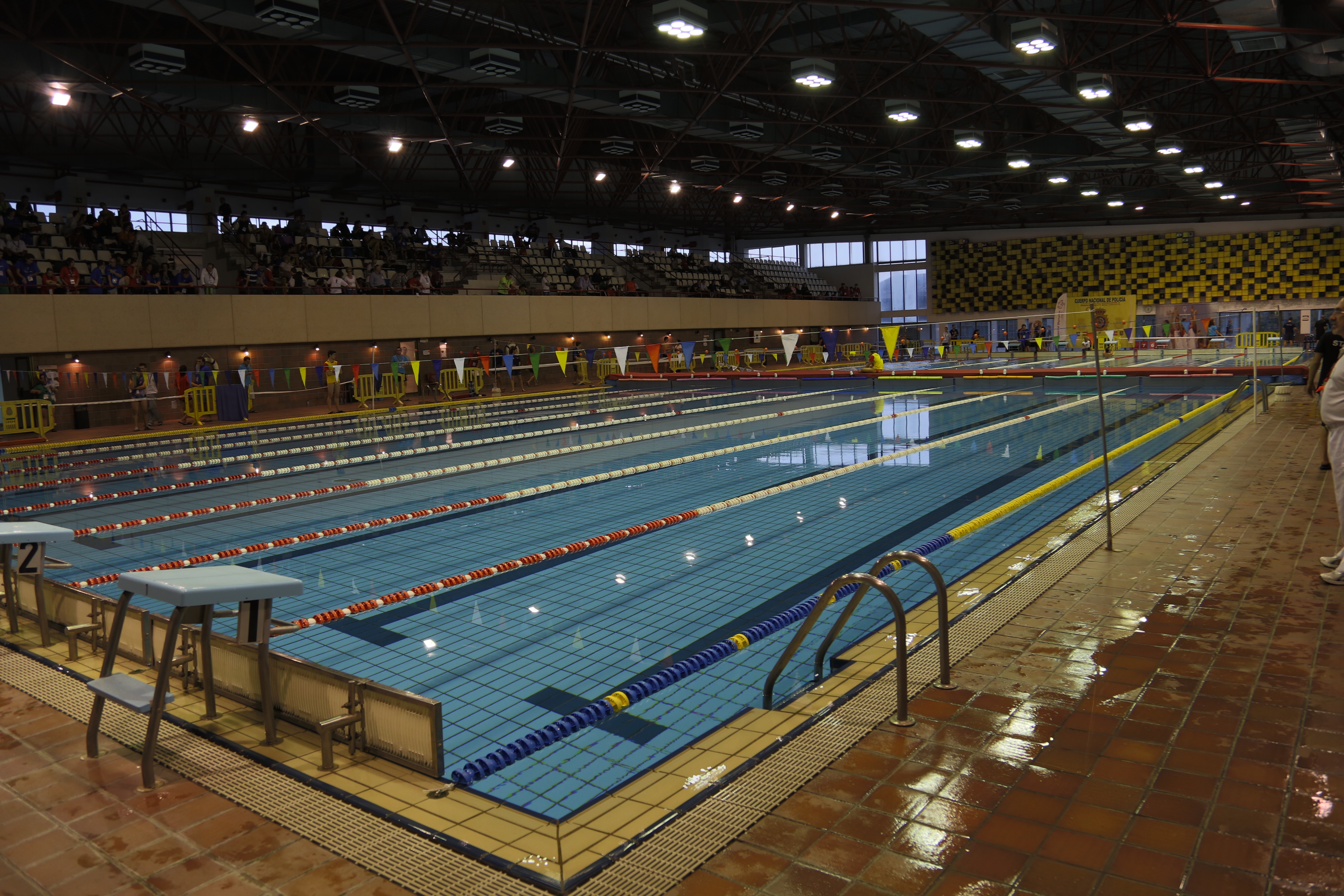
Escuela Nacional Policía España Piscina

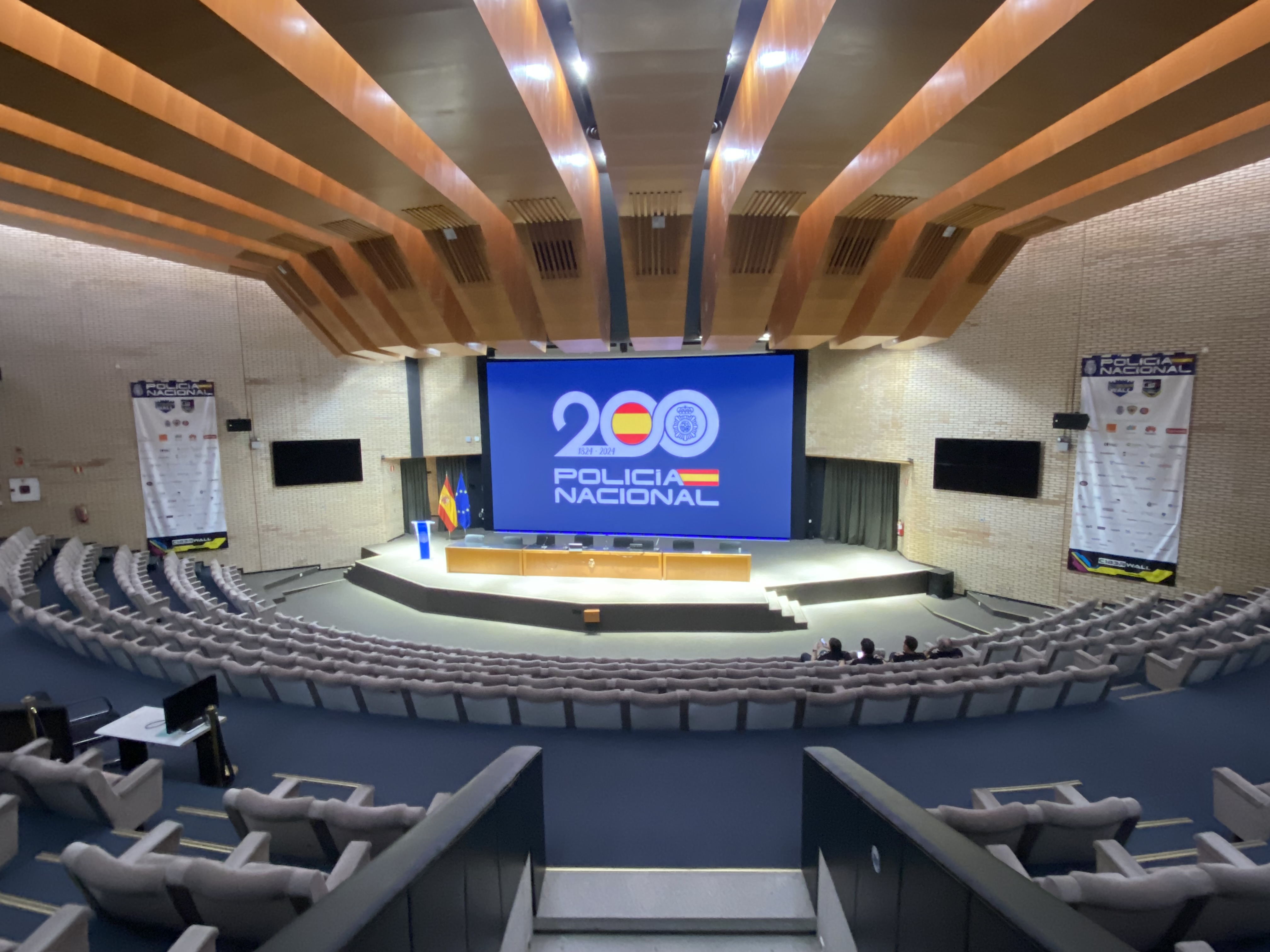
Escuela Nacional Policía España Auditorio

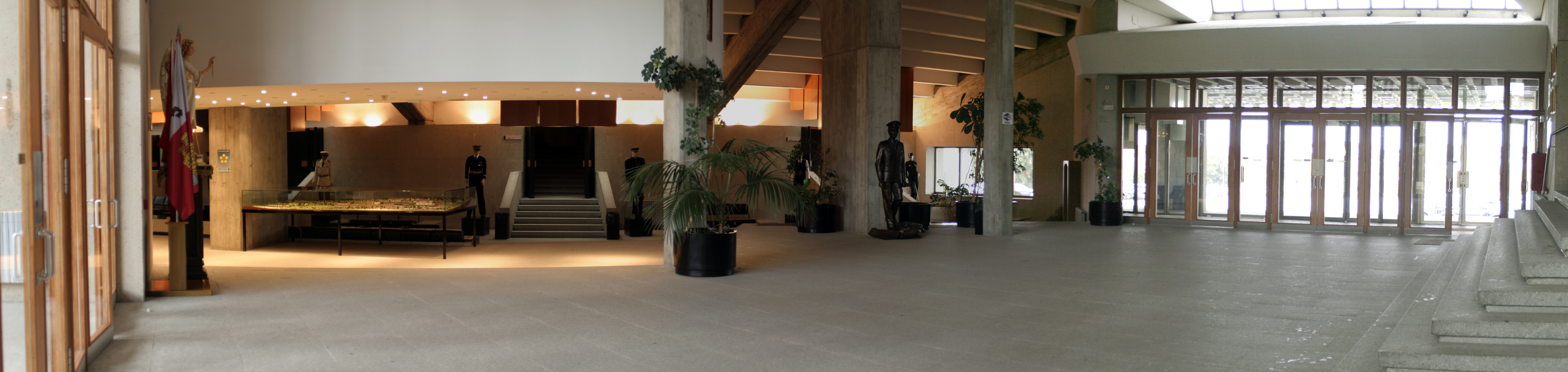
Escuela Nacional Policía España Hallppal

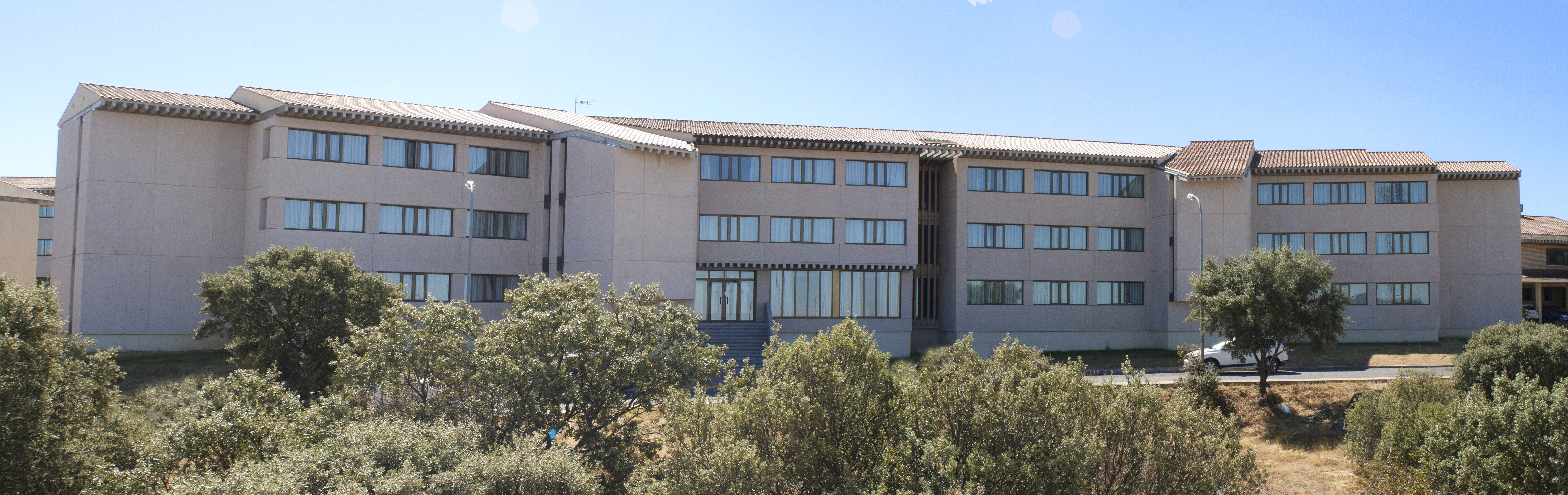
Escuela Nacional Policía España Bloque V

La sede de la ENP se encuentra en la Avda. Juan Carlos I, n.º 46 en la ciudad de Ávila.
Es un complejo policial que abarca una superficie de unos 580.000 metros cuadrados, dividido en diferentes zonas perfectamente diferenciadas; Zona docente, Campos y galerías de tiro, zonas deportivas, área de convivencia, zona de residencia de alumnos y de profesores, área seguridad, talleres de automoción, vestuario y aparcamiento.
La zona docente es un edificio de una gran longitud, en el que, a lo largo de su pasillo central se van ubicando laboratorios, aulas, clínica, audiovisuales... Aparte de las respectivas aulas, incluye varias aulas de informática y aulas preparadas para traducción simultánea, con laboratorios de criminalística, una biblioteca, un espacio con un simulador virtual de tiro, una galería subterránea de tiro, zona de audiovisuales, despachos para el personal docente y una clínica hospitalaria. Las aulas son amplias, con una capacidad variable, desde unas 44 plazas la mayoría de ellas, hasta casi 80 las más amplias.
Junto a esta zona, se encuentra la zona de administración, que ubica las secciones de Dirección, Administración, Jefatura de Estudios, Habilitación, Oficina del alumno... y en la zona adyacente se encuentra el Auditorio, con una capacidad de 858 butacas. En un anexo se encuentra la Sala de Congresos con una capacidad de 130 butacas,  así mismo se ubican  dos salas de comités que actualmente constituyen las sedes para las oficinas de Cyberwall y del Centro Universitario de Formación de la Policía Nacional.
En el exterior, en una zona más apartada se encuentra el edificio de tiro, con 6 modernas galerías y clases anexas para la preparación de la asignatura de tiro. Complementado con dos búnkeres de alta seguridad donde se almacenan las armas y municiones.
Para la preparación y destreza física se dispone de un polideportivo cubierto para practicar deportes como el baloncesto, fútbol sala, vóley, balonmano y artes marciales, con capacidad para 1800 espectadores. Complementado con campos en el exterior para la práctica de tenis, voleibol, baloncesto y balonmano.
Concretamente en el exterior se cuenta con:
- Pista exterior de atletismo de ocho calles, con jaulas para lanzamiento de peso, martillo y disco, calles para lanzamiento de jabalina, y zona para salto de longitud. Cuenta además con vestuarios y un botiquín. Posee un amplio graderío con capacidad para 2000 espectadores.
- Campo de fútbol: de césped natural. Sus medidas aproximadas son 90X60 metros.
- Dos canchas de baloncesto.
- Tres campos de voleibol.
- Dos campos de balonmano-fútbol sala.
- Una pista de tenis de hierba artificial.

En cuanto al polideportivo cuenta con:
- Pista para la práctica de baloncesto, fútbol sala, balonmano, voleibol...
- Tres tatamis de 300 metros cuadrados para la práctica de defensa personal.
- Tres salas de musculación.
- Vestuarios.
- Zona de ocio, con dos mesas de tenis de mesa.
- Despachos para personal docente.
- Almacenes.

Además la Escuela dispone para practicar carrera pedestre con los "Circuitos Naturales", varios circuitos catalogados por colores en función de su dificultad o del tipo de entrenamiento que se quiera efectuar. Dichos circuitos transcurren por la zona de la Escuela libre de edificaciones, en plena naturaleza, para que los alumnos puedan entrenarse de una manera agradable.
La zona de ocio y convivencia dispone de:
- Cuatro comedores. Cada alumno, en función de su sección tendrá asignado un comedor donde desayunará, comerá y cenará.
- Tres cafeterías, donde se puede disfrutar de los momentos de ocio. Se sirven bebidas, bocadillos y platos combinados.
- En la parte superior de la cafetería uno, se cuenta con una zona de ocio, donde hay posibilidas de practicar tenis de mesa, billar, ajedrez... Cuenta además con una sala de televisión.
- Lavandería y tienda: gestionadas por una empresa externa. Disponen de servicio de lavandería, lavadoras y secadoras y una tienda-bazar donde se puede encontrar artículos de uso cotidiano en la Escuela.
- Peluquería: También gestionada por una empresa externa, donde los alumnos pueden acudir para corte o peinado o tintes.
- Zona de estudio: Sala donde los alumnos disponen de un lugar para estudiar.

La Escuela dispone de  un Museo de la Policía abierto al público, ubicado en el edificio docente junto al área de Administración. Dispone de un amplio catálogo de objetos que son testigos de la historia de la Policía, sus técnicas y sus medios.
Otro edificio digno de reseñar es la Piscina cubierta, de ocho calles, climatizada, homologada para competiciones internacionales con un amplio graderío para un aforo para 500 espectadores.
La zona de residencia de alumnos lo componen nueve edificios de tres o cuatro plantas, con capacidad para albergar a unos 3000 alumnos. Las habitaciones tienen capacidad para un máximo de cuatro personas, disponiendo de un cuarto exterior donde poder tender la ropa. Existen cuartos de almacenamiento para almacenar las voluminosas maletas. Tienen además una zona común en la planta baja con televisión y butacas. Hay un edificio de cuatro plantas exclusivamente para profesores y personal que eventualmente realizan cursos en la ENP.
El área de seguridad ubica el centro operativo integrado por medios mecánicos, de automoción y electrónicos. Anexo al área de seguridad, se encuentran los locales de los Sindicatos.
La Escuela cuenta con amplias zonas de aparcamiento, dividiéndose en aparcamientos para profesores, personal, alumnos de Escala Ejecutiva y alumnos de Escala Básica.

## Cursos
Los futuros policías declarados aptos en la fase de oposición libre, tanto a la Escala Básica categoría de Policía, como a la Escala Ejecutiva, categoría Inspector, tienen por delante un periodo de formación en la ENP. 

### Curso de Ingreso a Escala Básica categoría Policía
Los alumnos deberán estar en posesión del título académico de Bachillerato o equivalente. Consta de un periodo de formación de 9 meses, donde los alumnos deben superar la totalidad de las materias impartidas. Este curso tiene una equivalencia a 60 créditos ECT. Posteriormente, realizarán un periodo de prácticas de 12 meses, en diferentes plantillas de Comisarías distribuidas por toda España, periodo equivalente a 60 créditos ECT.

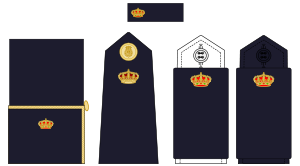
Divisas Policía-alumno

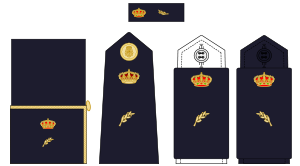
Divisas Policía-alumno prácticas

### Curso de Ingreso o Ascenso a Escala Ejecutiva categoría Inspector
Otra forma de acceder directamente al Cuerpo Nacional de Policía, es el acceso mediante oposición por turno libre, debiendo estar los opositores en posesión del título de Grado universitario o equivalente. Por otro lado los policías nacionales con categoría de Subinspector, mediante oposición interna, podrán acceder al Curso.
Consta de dos cursos académicos, en el primer curso los alumnos de nuevo ingreso de turno libre, realizaran de forma presencial en la ENP un curso de duración de 9 meses, debiendo superar la totalidad de las materias impartidas para poder acceder al segundo curso académico. Los alumnos de promoción interna en el primer curso lo realizarán a distancia durante 9 meses. Al igual que los de turno libre deberán superar la totalidad de las materias impartidas.
En el segundo curso, tanto los alumnos de turno libre como de promoción interna, deberán superar la totalidad de las materias que se impartirán de forma presencial en la ENP. La superación de este Curso tiene la equivalencia a Máster Universitario.

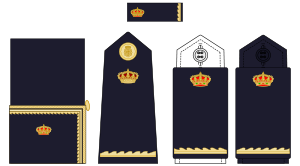
Divisas Inspector-alumno primer año

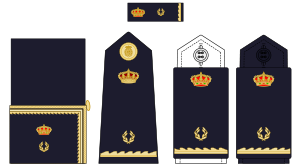
Divisas Inspector-alumno segundo año

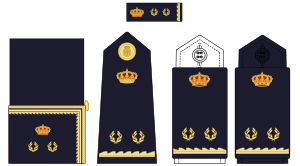
Divisas Inspector-alumno prácticas

## Homenaje a los compañeros caídos

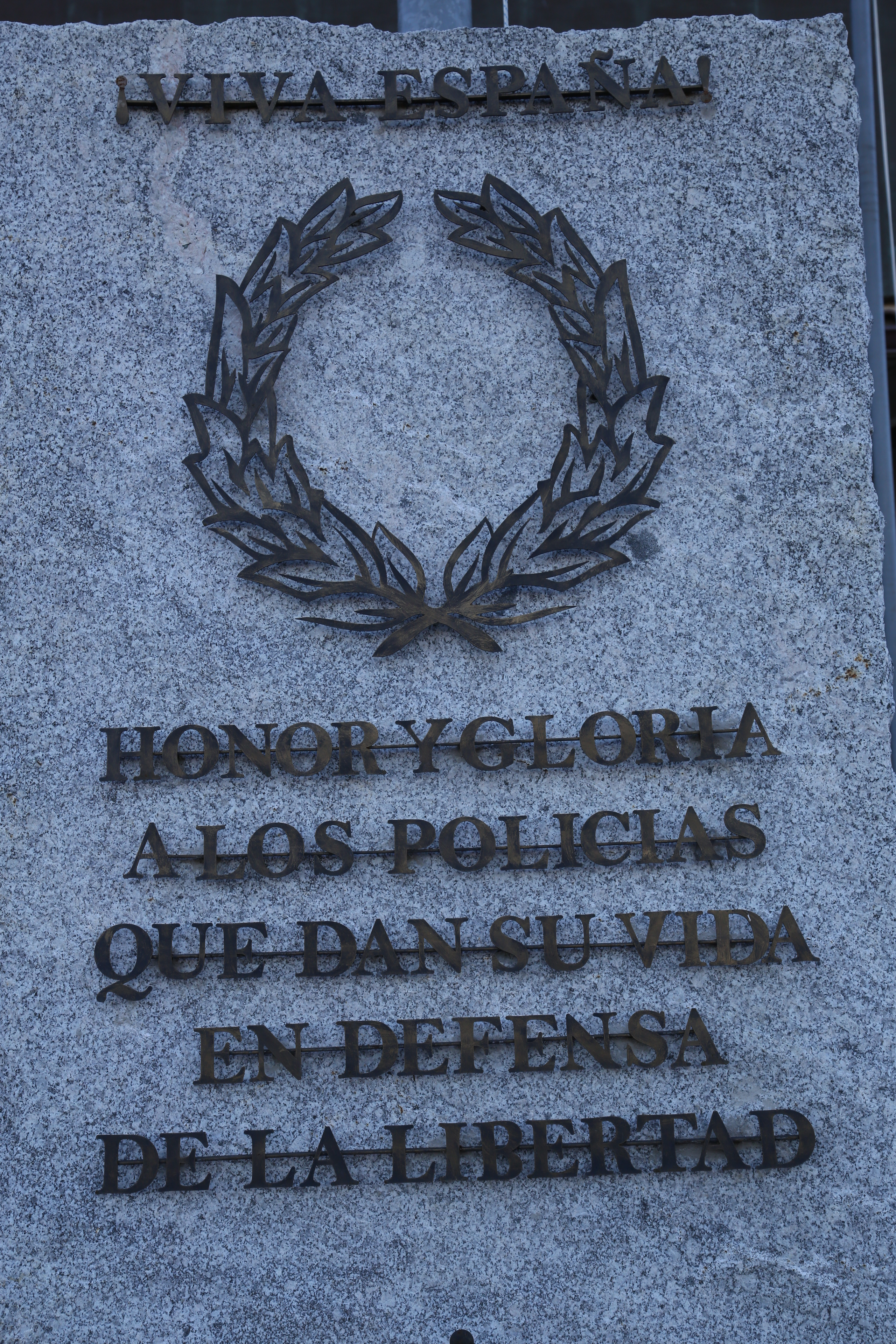
Escuela Nacional Policía España Caídos lema

Brillante la Placa florece en tu pecho,
laureles de triunfo, por haber alcanzado la meta
te ciñen la sien.
Hoy tu vida comienza al servicio de España.
Tu mano está presta en auxilio del débil,
tu brazo está armado con la recta espada
que de la balanza ha de ser el fiel.
Justicia te guía, tu Norte es la Ley y tu Gloria...:
la entrega callada en lucha constante por la Libertad.
El día por fin ya llegó: ¡Marchad!,
ya el Servicio de España os reclama.
Más antes
unamos las voces en nuestra "Alma Mater".
por última vez.
Con la placa ya fija en el pecho,
al viento de nuestra Bandera,
jurad desde el fondo del alma
ser dignos de los que cayeron
manteniendo en lo alto el relevo
que hoy vosotros tomáis con afán.
Por ellos alcemos las preces
pidiendo a los Cielos su Gloria.
¡Invocad de su ejemplo la fuerza
que en esta dura lucha
os ayude a vencer!
autor: Inspector Jefe José María de Vicente Toribio

## Otras actividades complementarias

### El Periódico de la ENP
La Escuela Nacional de Policía de Ávila también tiene su propio periódico, realizado por diferentes alumnos de la Escala Básica y Ejecutiva como parte de un seminario impartido por profesores de la Escuela, y editado por el Diario de Ávila.
El inicio de este periódico se remonta a noviembre de 1996 cuando se lanzó su primer número, por aquel entonces su denominación era “PERIÓDICO DEL CENTRO DE FORMACIÓN DE LA DIRECCIÓN GENERAL DE LA POLICÍA”. En estos primeros años el periódico estaba compuesto por secciones que no eran fijas, abundaban los artículos de opinión sobre diversos temas, y las entrevistas a personalidades. Desde 1996 hasta 2013 el periódico se confeccionaba con una periodicidad mensual, desde esa fecha el lanzamiento de un nuevo número del periódico se produce cada dos meses.
En la actualidad el “Periódico de la Escuela Nacional de Policía”, como se denomina actualmente, sobrepasa su número 200, es un periódico mucho más elaborado, se tratan variedad de temas relacionados con la actualidad de la Escuela, eventos, noticias de la ciudad de Ávila, y otras noticias y artículos de ámbito policial y extra-policial.  Algunas de las secciones que lo configuran son: Escuela, Ávila, Policial, Cultura, Deportes, Investigación, Jurídico, Ciencia y tecnología,  etc. Se pueden encontrar en el mismo, desde artículos de opinión y entrevistas hasta textos técnicos y jurídicos.